# Paranthura seychellensis
Paranthura seychellensis is een pissebed uit de familie Paranthuridae. De wetenschappelijke naam van de soort is voor het eerst geldig gepubliceerd in 2000 door Brian Frederick Kensley & Schotte.